# Bico-assovelado-de-coleira
Caça-mosquitos-de-coleira ou chirito-de-coleira (Microbates collaris) é uma espécie de ave da família Polioptilidae.

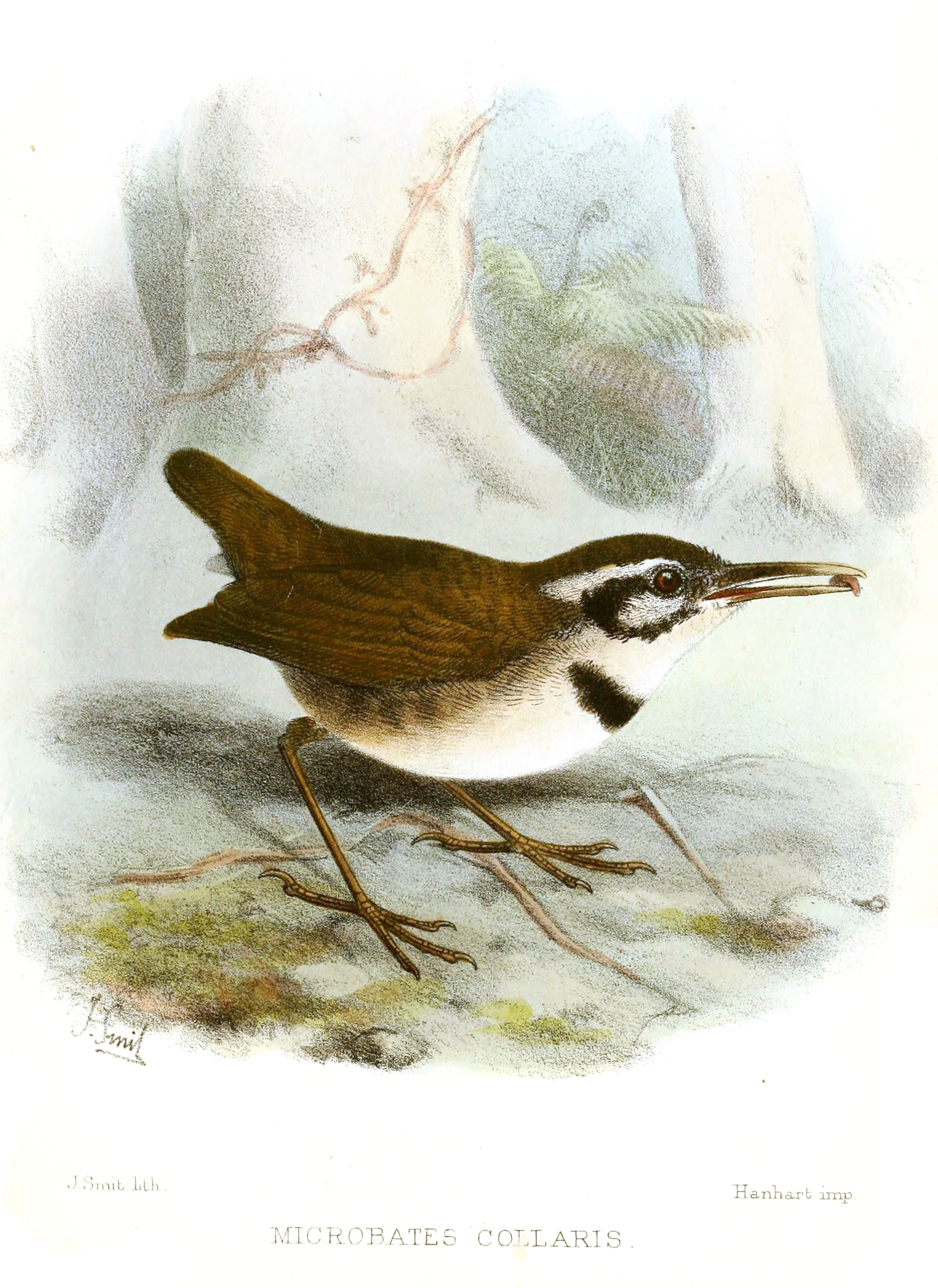

Pode ser encontrada nos seguintes países: Brasil, Colômbia, Equador, Guiana Francesa, Guiana, Peru, Suriname e Venezuela.
Os seus habitats naturais são: florestas subtropicais ou tropicais húmidas de baixa altitude.